# Hammond (Louisiana)
Hammond város az Amerikai Egyesült Államok Louisiana államában, Tangipahoa megyében. Lakosainak száma 19 584 fő (2020. április 1.).

## Közlekedés
A települést érinti az Amtrak távolsági vasúti járata is, a City of New Orleans.

## Népesség
A település népességének változása:

| 2010 | 20 019 |
| 2020 | 19 584 |